# Pedro Miguel
Pedro Miguel es una freguesia portuguesa del municipio de Horta, con 14,71 km² de superficie y 723 habitantes (2001). Su densidad de población es de 49,2 hab/km².